# Lumbriclymene noemia
Lumbriclymene noemia är en ringmaskart som beskrevs av Lana 1983. Lumbriclymene noemia ingår i släktet Lumbriclymene och familjen Maldanidae. Inga underarter finns listade i Catalogue of Life.